# 間接差別
間接差別（かんせつさべつ、英: indirect discrimination）は、直接に差別的な条件や待遇は設けていないが、結果的に格差がつくような状況。結果平等の立場から批判する際に用いられる概念。

## 日本の例
日本では選択的夫婦別姓制度が導入されておらず、これは間接差別であり男女平等に反するという議論がある。民法の規定では、夫と妻のどちらの氏を称するかは夫婦の選択にゆだねられており、直接的には男女平等となっている。しかし、実際には妻の側が改氏する割合が全体の96.1%である。そのため、これは女性の間接差別に当たり、男女平等に反するとされる。なお、日本を含む130カ国の賛成で国際連合で1979年に採択された「女子に対するあらゆる形態の差別の撤廃に関する条約」では選択的夫婦別氏の導入が要求されている。

## 日本以外の動向
初めて間接差別という概念が登場したのは、米国における1971年のGriggs事件連邦最高裁判決であり、1964年公民権法第7編の解釈として、「差別的効果法理（disparate impact）」が確立した。その後裁判例を積み重ね、1991年公民権法に差別的効果に関する規定が設けられた。
アメリカにおいて生成、発展した差別的効果法理の概念はヨーロッパに渡り、間接差別と呼ばれるようになった。欧州共同体（EC）の1976年男女均等待遇指令第2条第1項で「均等待遇の原則は、直接的であれ、間接的であれ、性別、特に婚姻上又は家族上の地位に関連した理由に基づくいかなる差別も存在してはならないことを意味する」と規定している。
英国、カナダ、スウェーデンなどでは、間接差別禁止が法律に明記されている。たとえば、英国の「性差別禁止法」（Sex Discrimination Act）（1975年）における間接差別の定義は「経営者が男女平等だと主張する規定や基準、慣行を適用しても、それにより不利益を受ける割合が女性のほうが相当大きく、かつ経営者がその規定や基準や慣行が『性別とは関係がなく正当性はある』と立証できず、なおかつ女性にとって不利益なもの」である。
国連の女子差別撤廃条約では、間接差別も直接差別と同様に性差別に当たると定めている。なお、日本は国連の女子差別撤廃委員会（CEDAW）から「間接差別の禁止の法制化」について、1994年と2003年に勧告を受けている。